# Michal Peškovič
Michal Peškovič (Partizánske, 8 febbraio 1982) è un ex calciatore slovacco, di ruolo portiere.

## Palmarès

### Club

#### Competizioni nazionali
- Coppa di Slovacchia: 1

ViOn Zlaté Moravce: 2006-2007
- Coppa di Polonia: 1

KS Cracovia: 2019-2020
- Supercoppa di Polonia: 1

KS Cracovia: 2020